# Morgan Farley

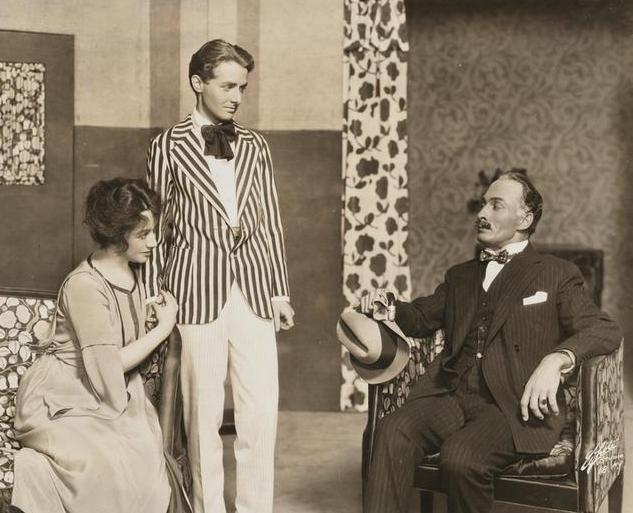
Morgan Farley (Mitte) mit Lina Abarbanell und Lionel Atwill im Theaterstück The Grand Duke (1921)

Francis Morgan Farley (* 3. Oktober 1898 in Mamaroneck, New York; † 11. Oktober 1988 in San Pedro, Kalifornien) war ein US-amerikanischer Schauspieler.

## Leben
Morgan Farley wurde als Sohn des Baumeisters John Treacy und seiner Frau Marie geboren. Seinen ersten Auftritt als Theaterschauspieler hatte er im Jahre 1916, zwei Jahre später war er erstmals am Broadway in einer Bühnenadaption von Booth Tarkingtons Roman Seventeen zu sehen. In den 1920er-Jahren erreichte er dort mit erfolgreichen Stücken wie Candida und An American Tragedy eine gewisse Popularität.  Wie viele andere Theaterschauspieler gab er mit Beginn des Tonfilmes Ende der 1920er-Jahre sein Filmdebüt und drehte einige Filme, zog sich allerdings bald wieder zum Theater zurück. Insgesamt spielte er bis 1942 in rund 25 Stücken am Broadway.
Nachdem Farley seine Karriere für einen Einsatz im Zweiten Weltkrieg unterbrochen hatte, zog es ihn ins Filmgeschäft zurück. In den folgenden Jahrzehnten war er als Nebendarsteller in über 60 Filmen zu sehen, wobei er meistens respektable Figuren wie Pfarrer, Richter oder Ärzte spielte. Zu seinen bekannteren Rollen zählen seine Auftritte als protestantischer Pfarrer in Fred Zinnemanns Westernklassiker Zwölf Uhr mittags (1952) sowie als Sophist in Julius Caesar (1953) neben James Mason und Marlon Brando. Ab den 1950er-Jahren übernahm Farley ebenfalls Gastrollen in zahlreichen Fernsehserien, unter anderem in zwei Folgen der Kultserie Raumschiff Enterprise. Zusätzlich arbeitete er als Schauspiellehrer in Hollywood. 1981 zog Farley sich aus dem Schauspielgeschäft zurück.
Morgan Farley engagierte sich für die Rechte von Homosexuellen und war Mitglied der Organisation ONE, Inc. für Schwulenrechte. Er verstarb acht Tage nach seinem 90. Geburtstag in Kalifornien.

## Filmografie (Auswahl)
- 1929: The Greene Murder Case
- 1929: Der Held des Tages (The Love Doctor)
- 1930: Slightly Scarlet
- 1930: Only the Brave
- 1947: Tabu der Gerechten (Gentleman’s Agreement)
- 1948: Der Mann mit der Narbe (Hollow Triumph)
- 1948: Macbeth – Der Königsmörder (Macbeth)
- 1949: Die Straße der Erfolgreichen (Flamingo Road)
- 1949: Vom FBI gejagt (Manhandled)
- 1949: Diebstahl in Irland (Top o’ the Morning)
- 1950: Der Geier von Arizona (Barricade)
- 1951: Goodbye, My Fancy
- 1951: Hinter den Mauern des Grauens (The Strange Door)
- 1951: Verfolgt (Tomorrow Is Another Day)
- 1952: Zwölf Uhr mittags (High Noon)
- 1952: Gefährten des Grauens (The Wild North)
- 1952: Die süße Falle (Love is better than Ever)
- 1952: Engelsgesicht (Angel Face)
- 1953: Julius Caesar
- 1953: Eine Leiche auf Rezept (Remains to bei Seen)
- 1954: Der Schatz der Jivaro (Jivaro)
- 1967–1968: Raumschiff Enterprise (Star Trek, Fernsehserie, 2 Folgen)
- 1966–1968: Verrückter wilder Westen (The Wild Wild West, Fernsehserie, 3 Folgen)
- 1971: Der barfüßige Generaldirektor (The Barefoot Executive)
- 1971: Die tollkühne Hexe in ihrem fliegenden Bett (Bedknops and Broomsticks)
- 1972: …Jahr 2022… die überleben wollen (Soylent Green)
- 1973: Barnaby Jones (Fernsehserie, 1 Folge)
- 1976: Der letzte Tycoon (The Last Tycoon)
- 1978: Der Himmel soll warten (Heaven Can Wait)
- 1978: Sgt. Pepper’s Lonely Hearts Club Band